# Геройский шутер
Геройский шутер — поджанр шутеров. Основной его характеристикой является наличие разнообразных игровых персонажей, каждый из которых обладает уникальными оружием и способностями.

## Особенности
Геройский шутер — разновидность многопользовательских шутеров от первого или третьего лица, в которой игроки объединяются в две или более команд и выбирают персонажей, каждый из которых обладает отличительными атрибутами, навыками, оружием и другими пассивными и активными способностями. Поджанр способствует командной игре и взаимодействию между игроками.
Геройский шутер заимствует дизайн из старых классовых шутеров, MOBA и файтингов. Некоторые из них включают в себя элементы ролевой игры из MOBA, где по ходу матча игрок может покупать или улучшать предопределенные навыки для выбранного героя, адаптируя их к динамике матча. Иногда игрокам позволяют сменить персонажа в точках возрождения.
Из-за сосредоточения внимания на конкретных персонажах, геройские шутеры часто содержат больше повествовательных элементов, чем традиционные командные шутеры, предоставляя предысторию для каждого героя и мира игры.

## История
Прародителем поджанра считается тактический шутер, в многопользовательском режиме которого использовались игровые персонажи на основе классов. В таких играх, как Battlefield 1942 и Team Fortress Classic представлены определённые роли, которые имели свои уникальные способности, а иногда и особое оружие, недоступное другим классам. Team Fortress 2, вышедшая в 2007 году, создала основу для геройского шутера. Хотя в сиквеле использовалась та же система классов, что и в её предшественнице, каждый конкретный класс теперь представлял собой своего собственного уникального героя, который обладал уникальными личностью и внешностью. Это сделало роли более конкретными и больше похожими на реального человека, а не просто на безымянного игрового персонажа. По мере того, как Valve продолжала расширять игру, компания выпускала дополнительные материалы, в том числе серию видеороликов «Знакомство с командой» (англ. Meet the Team), которые помогли раскрыть каждый класс персонажей и их предысторию. Именно данная серия установила использование кинематографических повествовательных видеороликов, которые будут использоваться для продвижения будущих геройских шутерах.
Популярность этого поджанра значительно возросла после анонса Battleborn и Overwatch в 2014 году. Обе игры были выпущены почти одновременно в 2016 году. Gearbox Software, разработчик Battleborn, стала первой компанией, в материалах для прессы которой в сентябре 2014 года использовался термин «геройский шутер». Overwatch, анонсированная Blizzard Entertainment через несколько месяцев после анонса Battleborn, была вдохновлена Team Fortress 2 и жанром MOBA. Проект основывался на отменённом Titan, командном шутере на основе классов. Разработчики придумали слишком большое количество классов, что вызвало расширение масштабов проекта и заставило Blizzard отменить игру. Разработчики преобразовали классы Titan в отдельных героев с подробной предысторией и личностями. Overwatch оказалась популярнее Battleborn, сервера которого были закрыты в январе 2021 года. Успех Overwatch привёл к появлению множество подобных игр, таких как LawBreakers и Gigantic. Популярность геройских шутеров привела к тому, что в существующие серии шутеров, в которых использовались классы без конкретных персонажей, такие как Tom Clancy's Rainbow Six, Call of Duty и Battlefield, включали проработанных персонажей с предысторией.
В феврале 2019 года вышла игра Apex Legends, она сочетает в себе королевскую битву и геройский шутер. 2 июня 2020 года состоялся выпуск Valorant. Критики отметили её схожесть с Counter-Strike: Global Offensive и Overwatch.